# Red Planet Hotels
Red Planet Hotels, được thành lập năm 2010, là một công ty khách sạn thuộc sở hữu tư nhân tập trung vào lĩnh vực khách sạn giá trị đang mở rộng của châu Á. Công ty sở hữu và vận hành 30 khách sạn tại Indonesia, Nhật Bản, Philippines và Thái Lan với tổng số 4.783 phòng.

## Lịch sử
Red Planet đã mở khách sạn đầu tiên tại Hat Yai, Thái Lan vào tháng 12 năm 2011  Vào tháng 7 năm 2015, Red Planet tuyên bố đã chấm dứt hợp tác với Tune Hotels và đổi thương hiệu cho tất cả các tài sản của mình tại Philippines, Thái Lan, Indonesia và Nhật Bản.
Vào tháng 9 năm 2016, Reuters báo cáo rằng Red Planet đã nhận được khoản đầu tư 70 triệu USD từ Goldman Sachs để tạo điều kiện mở rộng khu vực theo kế hoạch của Red Planet.
Kể từ năm 2010, Red Planet đã huy động được 240 triệu USD tiền tài trợ từ các nhà đầu tư. Công ty cho biết họ có kế hoạch tăng một vòng vốn cuối cùng trước khi IPO.

## Phòng
Các phòng của Red Planet Hotels nhất quán trên tất cả các khách sạn. Ngoài ra, khách sạn còn cung cấp các phòng đôi, đôi, đôi sang trọng và phòng cho người khuyết tật.

## Công ty con niêm yết
Vào tháng 6 năm 2014, công ty con Indonesia của Red Planet được niêm yết trên Indonesia Stock Exchange. Red Planet Japan cũng được liệt kê trên JASDAQ Securities Exchange.

## Địa điểm khách sạn
Vào thời điểm tháng 8 năm 2018, Red Planet điều hành 30 khách sạn ở 4 quốc gia và có 8 khách sạn đang xây dựng.

### Philippines
Đang hoạt động:
- Red Planet Manila Amorsolo
- Red Planet Angeles City
- Red Planet Manila Aseana City
- Red Planet Cagayan De Oro
- Red Planet Cebu City
- Red Planet Davao City
- Red Planet Manila Mabini
- Red Planet Manila Makati
- Red Planet Manila Ortigas
- Red Planet Quezon Timog
- Red Planet Manila Bay
- Red Planet Aurora Boulevard
- Red Planet Manila Binondo

Đang xây dựng:
- Red Planet Quezon Avenue
- Red Planet Cebu Fuente Circle
- Red Planet Manila The Fort
- Red Planet Quezon North Avenue
- Red Planet Manila Entertainment City

### Thái Lan
Đang hoạt động:
- Red Planet Bangkok Asoke
- Red Planet Hat Yai
- Red Planet Phuket Patong
- Red Planet Pattaya
- Red Planet Bangkok Surawong

Under Development:
- Red Planet Bangkok Sukhumvit 8

### Indonesia
Đang xây dựng:
- Red Planet Bekasi
- Red Planet Makassar
- Red Planet Palembang
- Red Planet Jakarta Pasar Baru
- Red Planet Pekanbaru
- Red Planet Solo
- Red Planet Surabaya

### Nhật Bản
Đang hoạt động:
- Red Planet Tokyo Asakusa
- Red Planet Gotanda Tokyo
- Red Planet Okinawa Naha
- Red Planet Nagoya Nishiki
- Red Planet Sapporo Susukino South

Đang xây dựng:
- Red Planet Sapporo Susukino Central
- Red Planet Hiroshima